# Ичари-Мушлан
Ичари-Мушлан (азерб. İçəri Müşlan) — село в одноимённом административно-территориальном округе Зангеланском районе Азербайджана.

## География
Село Ичари-Мушлан находится в предгорной территории, на берегу реки Охчу.

## Топоним
В прошлом его звали Мушлан. Поселение было названо так из-за семьи, переселившиеся из турецкой провинции Муш. После того, как выходцы из этого села, основали на правом берегу реки Охчу село Кырах-Мушлан, оно стало называться Ичери-Мушлан, что значит «внутреннее, главное».

## История
В 1993 году в ходе Карабахской войны село перешло под контроль непризнанной НКР.
21 октября 2020 года президент Азербайджана Ильхам Алиев объявил, что «азербайджанская армия освободила от оккупации» село Ичари-Мушлан.

## Экономика
До оккупации население занималось земледелием, животноводством.